# 李子超
李子超（1920年—2002年），男，山东沂南人，中华人民共和国政治人物。

## 生平
李子超是山东省沂南县苏村镇西李家庄人。1954年，担任山东省交通厅副厅长、党组副书记，中共山东省委副秘书长、城市工作部副部长。1965年任山东省人大常委会秘书长。1970年，担任胜利石油化工总厂指挥。1973年，任中共山东省委副秘书长。1975年，任中共山东省委秘书长兼统战部部长。1977年，任中共山东省委常委、同年兼任山东省政协副主席。1979年，任中共山东省委副书记。1983年，任山东省政协主席。